# NGC 7339
NGC 7339 (również PGC 69364 lub UGC 12122) – galaktyka spiralna z poprzeczką (SBbc), znajdująca się w gwiazdozbiorze Pegaza. Odkrył ją William Herschel 19 września 1784 roku. Jest zaliczana do radiogalaktyk.
W galaktyce tej zaobserwowano supernową SN 1989L.